# Călărași-Gară
Călărași-Gară – wieś w Rumunii, w okręgu Kluż, w gminie Călărași. W 2011 roku liczyła 328 mieszkańców.